# Макра
Ма̀кра (на италиански: Macra; на пиемонтски: L'Arma, Л'Арма) е село и община в Северна Италия, провинция Кунео, регион Пиемонт. Разположено е на 875 m надморска височина. Населението на общината е 55 души (към 2010 г.).